# Europese kampioenschappen kunstschaatsen 1980
De Europese Kampioenschappen kunstschaatsen zijn wedstrijden die samen een jaarlijks terugkerend evenement vormen, georganiseerd door de Internationale Schaatsunie (ISU).
De kampioenschappen van 1980 vonden plaats van 22 tot en met 27 januari in de Scandinavium in Göteborg. Het was de tweede keer na het EK van 1972 dat de kampioenschappen in Göteborg plaatsvonden en de vierde keer dat ze in Zweden plaatsvonden. Eerder vonden de EK voor mannen in 1912 in Stockholm en het EK van 1968 in Västerås plaats.
Voor de mannen was het de 72e editie, voor de vrouwen en paren was het de 44e editie en voor de ijsdansers de 27e editie.

## Historie
De Duitse en Oostenrijkse schaatsbond, verenigd in de "Deutscher und Österreichischer Eislaufverband", organiseerden zowel het eerste EK Schaatsen voor mannen als het eerste EK Kunstschaatsen voor mannen in 1891 in Hamburg, in toen nog het Duitse Keizerrijk, nog voor het ISU in 1892 werd opgericht. De internationale schaatsbond nam in 1892 de organisatie van het EK kunstschaatsen over. In 1895 werd besloten voortaan het WK kunstschaatsen te organiseren en kwam het EK te vervallen. In 1898, na twee jaar onderbreking, vond toch weer een herstart plaats van het EK kunstschaatsen.
De vrouwen en paren zouden vanaf 1930 jaarlijks om de Europese titel strijden. De ijsdansers streden vanaf 1954 om de Europese titel in het kunstschaatsen.

## Deelname
Er namen deelnemers uit negentien landen deel aan deze kampioenschappen. Zij vulden het aantal van 74 startplaatsen in de vier disciplines in.
Namen België debuteerden Eric Kol in het mannentoernooi en Editha Dotson in het vrouwentoernooi. Voor Nederland nam Astrid Jansen in de Wal voor de derde keer deel in het vrouwentoernooi.
(Tussen haakjes het totaal aantal startplaatsen over de disciplines.)
| Sovjet-Unie (10) Duitse Democratische Republiek (9) West-Duitsland (8) Verenigd Koninkrijk (7) Frankrijk (5) | Tsjecho-Slowakije (5) Finland (4) Zwitserland (4) Hongarije (3) Italië (3) | Joegoslavië (3) Oostenrijk (3) België (2) Polen (2) Zweden (2) | Bulgarije (1) Denemarken (1) Nederland (1) Spanje (1) |

## Medaille verdeling
Bij de mannen stond voor het vierde opeenvolgende jaar hetzelfde trio op het erepodium, dit jaar in een andere volgorde dan de voorgaande drie jaren. De nummer drie van 1977-1979, Robin Cousins, werd de 29e Europees kampioen en de derde Brit na Graham Sharp (1939) en John Curry (1976). Het was zijn vierde medaille. De Europees kampioen van 1974, 1977, 1978 en 1979, Jan Hoffmann, eindigde op de tweede plaats, het was zijn zevende medaille, in 1973 en 1976 werd hij derde. De nummer drie, Vladimir Kovalev, veroverde zijn zesde medaille. Hij stond in 1976, 1977, 1978, 1979 op de tweede plaats en in 1975 werd hij Europees kampioen.
Bij de vrouwen was het erepodium een kopie van EK van 1977. De Oost-Duitse Anett Pötzsch veroverde voor het vierde opeenvolgende jaar de Europese titel, het was haar zesde medaille, in 1975 werd ze derde en in 1976 tweede. De West-Duitse Dagmar Lurz stond voor het vierde opeenvolgende jaar op plaats twee, het was ook haar vierde medaille. Voor de Italiaanse Susanna Driano op plaats drie was het de tweede keer dat ze op het Europese erepodium stond.
Voor de vierde keer bij de paren stonden drie paren uit één natie op het erepodium. In 1969, 1971 en 1977 stonden er net als dit jaar drie Sovjet paren op. Voor het zestiende opeenvolgende jaar veroverde een Sovjet paar de Europese titel. Irina Rodnina / Aleksandr Zajtsev veroverden voor de zevende keer, na één jaar onderbreking, de Europese titel. Van 1973-1978 deden ze dit zes jaar op rij. Voor Rodnina was het haar elfde titel, van 1969-1972 werd kampioen met schaatspartner Aleksej Oelanov. De Europees kampioenen van 1979, het paar Marina Cherkasova / Sergei Shakhrai, stonden op plaats twee. Het was hun vierde medaille, in 1977 werden ze derde en in 1978 ook tweede. Het eveneens Sovjet paar Marina Pestova / Stanislav Leonovich op de derde plaats stonden voor het eerst op het Europese erepodium.
Bij het ijsdansen stonden dezelfde drie paren als van 1977-1979 in een andere volgorde op het erepodium. Natalja Linitsjoek / Gennadi Karponossov prolongeerden de Europese titel. Ze stonden voor de zevende opeenvolgende keer op het erepodium, vier keer op plaats drie (1974-1977) en in 1978 op plaats twee. Krisztina Regöczy / Andras Sallay op plaats twee stonden voor de vierde keer op het erepodium, in 1977 werden ze ook tweede en in 1978 en 1979 derde. Irina Moiseeva / Andrei Minenkov eindigden op de derde plaats. Het was hun vijfde medaille, in 1977 en 1978 werden ze Europees kampioen en in 1976 en 1979 werden ze tweede.
| Discipline | Goud                                     | Zilver                              | Brons                                |
| ---------- | ---------------------------------------- | ----------------------------------- | ------------------------------------ |
| Mannen     | Robin Cousins                            | Jan Hoffmann                        | Vladimir Kovalev                     |
| Vrouwen    | Anett Pötzsch                            | Dagmar Lurz                         | Susanna Driano                       |
| Paren      | Irina Rodnina / Aleksandr Zajtsev        | Marina Cherkasova / Sergei Shakhrai | Marina Pestova / Stanislav Leonovich |
| IJsdansen  | Natalja Linitsjoek / Gennadi Karponossov | Krisztina Regöczy / Andras Sallay   | Irina Moiseeva / Andrei Minenkov     |

## Uitslagen
| #      | naam (deelname)              | land                                    | pc     |
| ------ | ---------------------------- | --------------------------------------- | ------ |
| Goud   | Robin Cousins (8)            | Vlag van Verenigd Koninkrijk            |        |
| Zilver | Jan Hoffmann (11)            | Vlag van Duitse Democratische Republiek |        |
| Brons  | Vladimir Kovalev (8)         | Vlag van Sovjet-Unie                    |        |
| 4      | Igor Bobrin (3)              | Vlag van Sovjet-Unie                    |        |
| 5      | Hermann Schülz (3)           | Vlag van Duitse Democratische Republiek |        |
| 6      | Jean-Christophe Simond (4)   | Vlag van Frankrijk                      |        |
| 7      | Mario Liebers (5)            | Vlag van Duitse Democratische Republiek |        |
| 8      | Konstantin Kokora (3)        | Vlag van Sovjet-Unie                    |        |
| 9      | Jozef Sabovcik (2)           | Vlag van Tsjechië                       |        |
| 10     | Thomas Oberg (7)             | Vlag van Zweden                         |        |
| 11     | Patrice Macrez               | Vlag van Frankrijk                      |        |
| 12     | Helmut Kristofics-Binder (3) | Vlag van Oostenrijk                     |        |
| 13     | Gilles Beyer (3)             | Vlag van Frankrijk                      |        |
| 14     | Ludwik Jankowski             | Vlag van Polen                          |        |
| 15     | Christopher Howarth (2)      | Vlag van Verenigd Koninkrijk            |        |
| 16     | Antti Kontiola (2)           | Vlag van Finland                        |        |
| 17     | Eric Kol                     | Vlag van België                         |        |
| 18     | Miljan Begovic               | Vlag van Joegoslavië (1943-1992)        |        |
| 19     | Istvan Simon                 | Vlag van Hongarije                      |        |
| 20     | Boiko Alexiev                | Vlag van Bulgarije (1971-1990)          |        |
| -      | Rudi Cerne (2)               | Vlag van Duitsland                      | t.z.t. |

| #      | naam (deelname)               | land                                          | pc     |
| ------ | ----------------------------- | --------------------------------------------- | ------ |
| Goud   | Anett Pötzsch (8)             | Vlag van Duitse Democratische Republiek       |        |
| Zilver | Dagmar Lurz (6)               | Vlag van Duitsland                            |        |
| Brons  | Susanna Driano (6)            | Vlag van Italië                               |        |
| 4      | Kristiina Wegelius (4)        | Vlag van Finland                              |        |
| 5      | Sanda Dubravcic (4)           | Vlag van Joegoslavië (1943-1992)              |        |
| 6      | Deborah Cottrill (3)          | Vlag van Verenigd Koninkrijk                  |        |
| 7      | Carola Weissenberg (3)        | Vlag van Duitse Democratische Republiek       |        |
| 8      | Danielle Rieder (4)           | Vlag van Zwitserland                          |        |
| 9      | Karin Riediger (3)            | Vlag van Duitsland                            |        |
| 10     | Renata Baierova (3)           | Vlag van Tsjechië                             |        |
| 11     | Kira Ivanova (2)              | Vlag van Sovjet-Unie                          |        |
| 12     | Karena Richardson (5)         | Vlag van Verenigd Koninkrijk                  |        |
| 13     | Katarina Witt (2)             | Vlag van Duitse Democratische Republiek       |        |
| 14     | Susan Broman (5)              | Vlag van Finland                              |        |
| 15     | Editha Dotson                 | Vlag van België                               |        |
| 16     | Myriam Oberwiler              | Vlag van Zwitserland                          |        |
| 17     | Anne-Sophie de Kristoffy (3)  | Vlag van Frankrijk                            |        |
| 18     | Astrid Jansen in de Wal (3)   | Vlag van Nederland                            |        |
| 19     | Pia Snellman                  | Vlag van Finland                              |        |
| 20     | Bodil Olsson                  | Vlag van Zweden                               |        |
| 21     | Maristella Maderna            | Vlag van Italië                               |        |
| 22     | Nevenka Lisak                 | Vlag van Joegoslavië (1943-1992)              |        |
| 23     | Hanne Gambord                 | Vlag van Denemarken                           |        |
| 24     | Gloria Mas (3)                | Vlag van Spanje (21 jan. 1977 - 18 dec. 1981) |        |
| -      | Denise Biellmann (4)          | Vlag van Zwitserland                          | t.z.t. |
| -      | Claudia Kristofics-Binder (3) | Vlag van Oostenrijk                           | t.z.t. |
| -      | Christina Riegel (2)          | Vlag van Duitsland                            | t.z.t. |

| #      | naam (deelname)                            | land                                    | pc |
| ------ | ------------------------------------------ | --------------------------------------- | -- |
| Goud   | Irina Rodnina (12) Aleksandr Zajtsev (7)   | Vlag van Sovjet-Unie                    |    |
| Zilver | Marina Cherkasova (4) Sergei Shakhrai (4)  | Vlag van Sovjet-Unie                    |    |
| Brons  | Marina Pestova (3) Stanislav Leonovich (3) | Vlag van Sovjet-Unie                    |    |
| 4      | Sabine Baess (4) Tassilo Thierbach (4)     | Vlag van Duitse Democratische Republiek |    |
| 5      | Manuela Mager (3) Uwe Bewersdorf (3)       | Vlag van Duitse Democratische Republiek |    |
| 6      | Christina Riegel (2) Andreas Nischwitz (4) | Vlag van Duitsland                      |    |
| 7      | Kerstin Stolfig (5) Veit Kempe (5)         | Vlag van Duitse Democratische Republiek |    |
| 8      | Ingrid Spieglova (6) Alan Spiegl (6)       | Vlag van Tsjechië                       |    |
| 9      | Gabrielle Beck (4) Jochen Stahl (4)        | Vlag van Duitsland                      |    |
| 10     | Maria Jezak (2) Lech Matuszewski (2)       | Vlag van Polen                          |    |
| 11     | Susan Garland Robert Daw                   | Vlag van Verenigd Koninkrijk            |    |

| #      | naam (deelname)                                 | land                         | pc |
| ------ | ----------------------------------------------- | ---------------------------- | -- |
| Goud   | Natalja Linitsjoek (7) Gennadi Karponossov (11) | Vlag van Sovjet-Unie         |    |
| Zilver | Krisztina Regoczy (11) Andras Sallay (11)       | Vlag van Hongarije           |    |
| Brons  | Irina Moiseeva (8) Andrei Minenkov (8)          | Vlag van Sovjet-Unie         |    |
| 4      | Jayne Torvill (4) Christopher Dean (3)          | Vlag van Verenigd Koninkrijk |    |
| 5      | Liliana Rehakova (4) Stanislav Drastich (4)     | Vlag van Tsjechië            |    |
| 6      | Natalja Bestemjanova Andrej Boekin              | Vlag van Sovjet-Unie         |    |
| 7      | Henriette Froschl (3) Christian Steiner (3)     | Vlag van Duitsland           |    |
| 8      | Karen Barber (2) Nicholas Slater (2)            | Vlag van Verenigd Koninkrijk |    |
| 9      | Susi Handschmann (6) Peter Handschmann (6)      | Vlag van Oostenrijk          |    |
| 10     | Anna Pisanska (3) Jiri Musil (3)                | Vlag van Tsjechië            |    |
| 11     | Nathalie Herve Pierre Bechu                     | Vlag van Frankrijk           |    |
| 12     | Gabriella Remport (2) Sandor Nagy (2)           | Vlag van Hongarije           |    |
| 13     | Elisabetta Parisi (2) Roberto Pelizzola         | Vlag van Italië              |    |
| 14     | Birgit Goller Peter Klisch                      | Vlag van Duitsland           |    |
| 15     | Regula Lattmann (2) Hanspeter Müller (2)        | Vlag van Zwitserland         |    |

Medaillewinnaars

Mannen · 
Vrouwen ·
Paren · 
IJsdansen

Toernooi

1891 · 
1892 · 
1893 · 
1894 · 
1895 · 
1896-1897 · 
1898 · 
1899 · 
1900 · 
1901 · 
1902-1903 · 
1904 · 
1905 · 
1906 · 
1907 · 
1908 · 
1909 · 
1910 · 
1911 · 
1912 · 
1913 · 
1914 · 
1915-1921 · 
1922 · 
1923 · 
1924 · 
1925 · 
1926 · 
1927 · 
1928 · 
1929 · 
1930 · 
1931 · 
1932 · 
1933 · 
1934 · 
1935 · 
1936 · 
1937 · 
1938 · 
1939 ·
1940-1946 · 
1947 · 
1948 · 
1949 · 
1950 · 
1951 · 
1952 · 
1953 · 
1954 · 
1955 · 
1956 · 
1957 · 
1958 · 
1959 · 
1960 · 
1961 · 
1962 · 
1963 · 
1964 · 
1965 · 
1966 · 
1967 · 
1968 · 
1969 · 
1970 · 
1971 · 
1972 · 
1973 · 
1974 · 
1975 · 
1976 · 
1977 · 
1978 · 
1979 · 
1980 · 
1981 · 
1982 · 
1983 · 
1984 · 
1985 · 
1986 · 
1987 · 
1988 · 
1989 · 
1990 · 
1991 · 
1992 · 
1993 · 
1994 · 
1995 ·
1996 · 
1997 · 
1998 · 
1999 · 
2000 · 
2001 · 
2002 · 
2003 · 
2004 · 
2005 · 
2006 ·
2007 ·
2008 ·
2009 ·
2010 ·
2011 ·
2012 ·
2013 ·
2014 ·
2015 ·
2016 ·
2017 ·
2018 ·
2019 ·
2020 ·
2021 · 
2022 · 
2023 · 
2024 · 
2025

WK kunstschaatsen ·
WK kunstschaatsen junioren ·
Viercontinentenkampioenschap ·
Olympische Spelen